# Campeonato Europeu de Futebol Feminino de 2009
O Campeonato Europeu de Futebol Feminino de 2009 foi a 10ª edição do Campeonato Europeu de Futebol Feminino e realizou-se na Finlândia, de 23 de Agosto a 10 de Setembro de 2009.
O anfitrião foi nomeado em 11 de Julho de 2006, numa reunião do Comitê Executivo da UEFA em Berlim. A proposta finlandesa ganhou à proposta holandesa.

## Formato
Foram apuradas 12 equipas, rompendo com os formatos das edições anteriores de 8 equipas.
Após uma rodada preliminar de qualificação, 30 equipas competiram em grupos. As equipas foram divididas em seis grupos de cinco equipas cada, jogando entre si em uma casa e fora. Os seis vencedores de cada grupo avançaram directamente para a fase final torneio. As seis segundo classificadas e as quatro melhores terceiras colocadas jogaram uma qualificação play-off. Essas 11 equipes e a anfitriã completaram o grupo que participou na fase final do campeonato.

## Selecções apuradas
Apuraram-se as selecções para o torneio:

## Sorteio

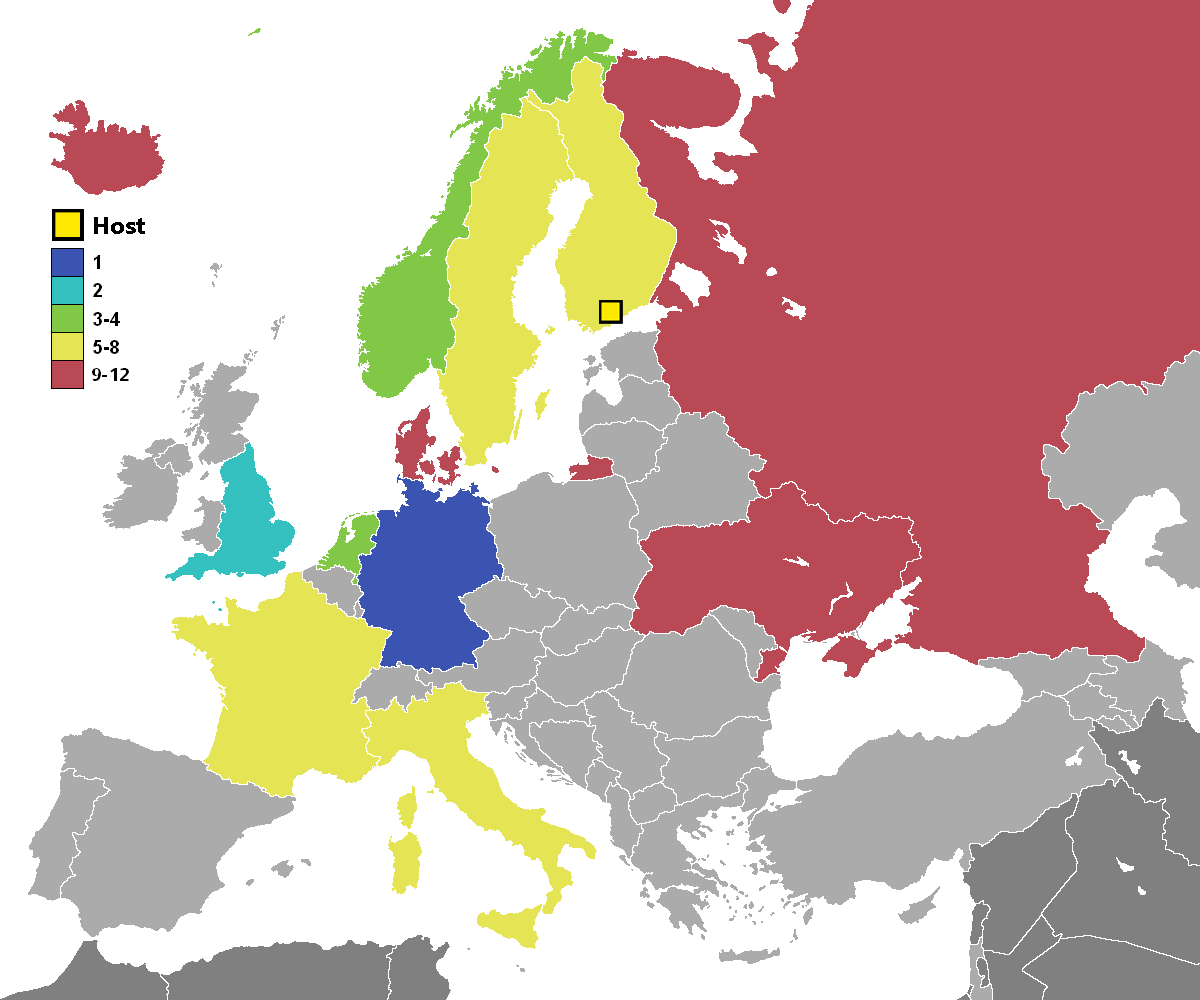
Países das selecções participantes.(Verde: Grupo A;Azul: Grupo B;Laranja: Grupo C)

## Fases finais

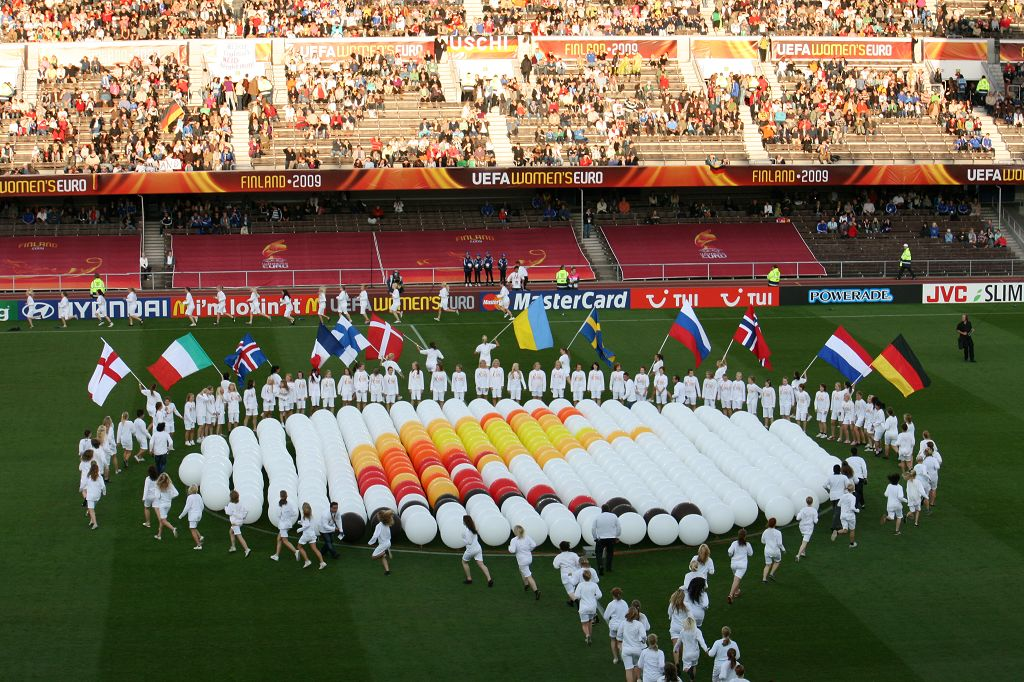
Cerimónia antes do jogo da final